# تمثال رمسيس الثاني

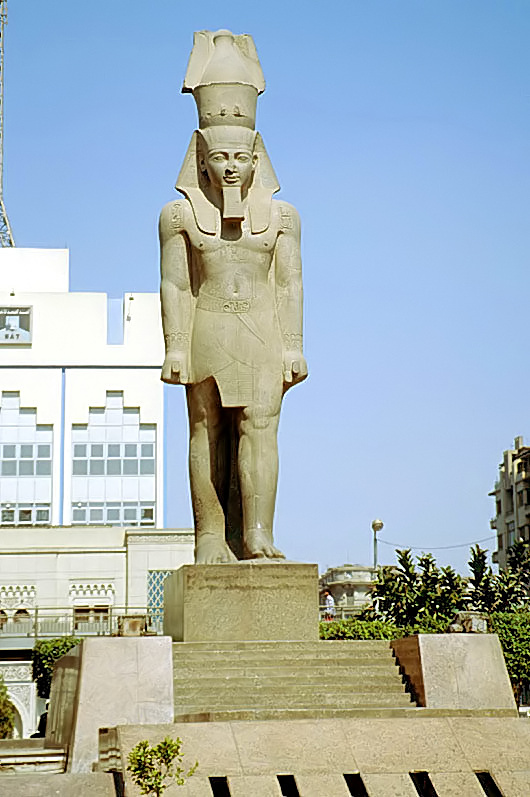
تمثال رمسيس الثاني بميدان رمسيس والمنقول إلى المتحف الكبير.

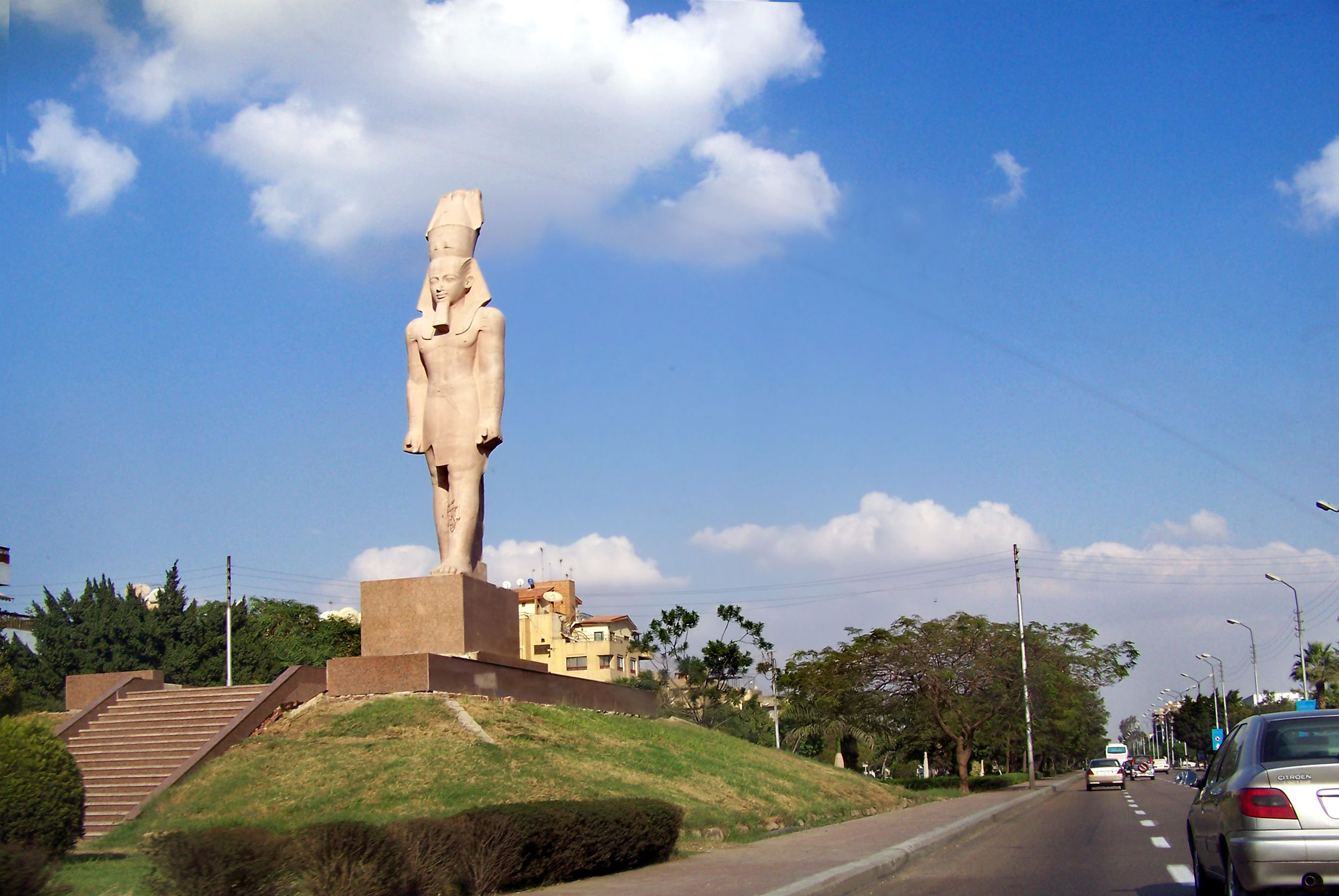
نسخة طبق الأصل من تمثال رمسيس الثاني، شارع صلاح سالم في مصر الجديدة.

تمثال رمسيس الثاني هو تمثال يبلغ عمره 3200 عام يمثل رمسيس الثاني. ويصور التمثال رمسيس الثاني واقفا. تم اكتشاف التمثال العام 1820 من خلال المستكشف «جيوفاني باتيستا كافيليا» في «معبد ميت رهينة العظيم» قرب ممفيس في مصر. وتعد منطقة ميت رهينة أو ممفيس التابعة لمركز ومدينة البدرشين بالجيزة هي الموطن الأصلى لتمثال رمسيس الثانى.

## عملية نقل التمثال الأولى
عثر على التمثال في ستة أجزاء منفصلة، وباءت المحاولات الأولية لوصلها بالفشل، ويبلغ طول التمثال 11 مترا ويزن 80 طنا، وهو منحوت من الجرانيت الوردى اللون.
وفي شهر مارس من العام 1955م أمر الرئيس المصري الراحل جمال عبد الناصر باعادة تموضع التمثال في ميدان باب الحديد في العاصمة المصرية القاهرة، هو الميدان الذي اعيد تسميته باسم ميدان رمسيس.

## نقل تمثال رمسيس
وقد تم نقل تمثال رمسيس الثاني من الميدان المسمى باسمه إلى موقعه الجديد بالمتحف المصري الكبير والذي يقع في أول طريق القاهرة - الإسكندرية الصحراوى في يوم 25 أغسطس عام 2006م، وذلك لحماية التمثال من التلوث البيئي الناجم عن حركة القطارات والسيارات، وكان وصول التمثال إلى المتحف الكبير يمثل تدشينا لبدء العمل بالمتحف.
وقد اخترق تمثال رمسيس أثناء عملية نقله شوارع القاهرة والجيزة وسط حفاوة المواطنين الذين حرصوا على مشاهدة التمثال وهو يسير في القاهرة. قطع مسافة 30 كيلو مترا بمتوسط 5 كيلو مترات كل ساعة. وقدرت تكاليف رحلتة بمبلغ ستة ملايين جنيه مصري بعد أن تم عمل دراسات للوقوف على الطريقة الأمثل لنقل التمثال وتحديد هل من الأفضل نقله على المستوي الأفقي أم المحوري، واستقرت الدراسات على نقل التمثال بالطريقة المحورية والتي أثبتت نجاحها حيث أن هذه الطريقة جعلت التمثال محملا على مركز ثقله، وقد تم عمل تجربة لمحاكاة عملية النقل باستخدام كتلة خرسانية تزن 83 طن وذلك لضمان سلامة نقل التمثال.

## تماثيل أخرى لرمسيس الثاني
توجد تماثيل ضخمة أخرى لرمسيس الثاني تتضمن:
- تمثال ضخم من 12 مترا لرمسيس الثاني وهو جالس عثر عليه في 2004.
- تماثيل رمسيس الثاني في الأقصر.
- تماثيل رمسيس الثاني في أبوسمبل.
- تماثيل رمسيس الثاني المنبطح بميت رهينة.
- تماثيل رمسيس الثاني في الكرنك.

## وصلات خارجية
- فيديو يصور عملية نقل رمسيس للمرة الأولى - الهيئة العامة للأستعلامات
- فيديو وصور لعملية نقل رمسيس الثانية - موقع BBC